# Фенн, Боб
Роберт Кеннет "Боб" Фенн (англ. Robert Kenneth "Bob" Fenn; 2 ноября 1943 года, Манхэттен, Нью-Йорк — 8 октября 2017 года Уокешо, Висконсин США) — американский конькобежец, специализировался в шорт-треке и конькобежном спорте. Чемпион мира по шорт-треку 1976 года, серебряный и бронзовый призёр чемпионата мира. 

## Спортивная карьера
Боб Фенн родился в Манхэттене в семье Гилберта и Энн Фенн. Его годы становления, как конькобежца проходили в Куинсе, самом большом районе Нью-Йорка, где он преуспел как чемпион по конькобежному спорту и как велосипедист и выступал за немецкий велоклуб. В скоростном катании он выступал за курорты Гроссингера и Ассоциацию конькобежцев Средней Атлантики. В 1957 году выиграл чемпионат США среди юношей по шорт-треку, также выигрывал национальные чемпионаты в закрытых помещениях в 1960 и 1961 годах. Как велосипедист, стал чемпионом США среди юниоров 1960 года. Выступал на шоссейных и трековых гонках. 
Он окончил среднюю школу Флашинга в 1961 году и выиграл чемпионат США среди взрослых в конькобежном спорте на открытом катке в 1964 и 1965 годах. Боб доминировал в обоих дисциплинах, за это время он установил множество национальных и североамериканских рекордов. С 1966 по 1968 год служил в армии, а в начале 70-х годов Боб переехал в штат Висконсин, где работал плотником и продолжал заниматься велоспортом и конькобежным спортом. Хорошо выучив ремесло плотника, он работал подмастерьем, помогая строить мосты в Милуоки, его достижениями были работы по Хаятт Ридженси в центре города и Миллер парк и также входил в профсоюз плотников и столяров. В 1976 году на первом чемпионате мира по шорт-треку в Шампейне выиграл бронзу на 500 м, серебро в эстафете на 3000 м и золото эстафеты на 5000 м. в составе которых ещё участвовали Алан Рэттрей, Джек Мортелл и Пэт Максвелл.

## Тренерская работа
В роли тренера Боб провёл более сорока лет, с конца 70-х годов и до своего последнего дня пятницы 8 октября 2017 года. Он был выдающимся тренером, создателем многих чемпионов и Олимпийцев, за последние 30 лет работал с такими чемпионами, как Бонни Блэр, Шани Дэвис, Дэвид Крукшенк и мн. другие. Почти всю свою тренерскую деятельность он провёл в национальном ледовом центре Петтит в Милуоки, который также строил, как плотник.

## Личная жизнь
Боб Фенн пережил свою супругу Саманту на 10 лет, прожив с ней 39 лет. У него осталась старшая сестра Арлин Фенн Вульф и племянники Дэвид Вульф и Карен Оксфорд, приёмные дочери Келли (Фредди), Бетанс и Кэти (Аарон) Тестер, и внуки Ракель и Реми.